# Haandværkerstiftelsen
Haandværkerstiftelsen (egl. Stiftelsen for gamle Haandværksmestre og deres Enker i trange Kaar) er en stiftelse på Blegdamsvej 74 i København, oprettet 28. januar 1835 ved indskud fra de københavnske lav og ved gaver og legater til fribolig for gamle, værdige og trængende håndværksmestre, der er eller har været borgere i København, samt enker efter sådanne.
Stiftelsen åbnedes 1. august 1837 i dens fhv., senere solgte bygning på hjørnet af Vester Voldgade og Ny Kongensgade. Den nuværende bygning, taget i brug december 1902, er opfør af granit og røde mursten i nationalromantisk stil ved arkitekt Emil Jørgensen og består af 4 fløje i kælder og 5 stokværk og har 100 lejligheder, hvoraf 64 friboliger (se Architekten, 1902). Grunden kostede 117.000 kr.
Stiftelsen bestyres af 9 håndværksmestre, som vælges af generalforsamlingen, der består af lavenes oldermænd, en bogtrykker og en skibsbygmester.